# Jogos Asiáticos de Praia
Os Jogos Asiáticos de Praia são um evento multiesportivo moderno, realizado desde 2008 a cada dois anos, com a presença de Comitês Olímpicos Nacionais da Ásia, reunindo modalidades tradicionalmente disputadas na areia (como o voleibol de praia) e variantes de outras modalidades. Estes Jogos são compostos por uma variante de esportes tradicionais, como o basquete, e esportes mais modernos.

## Países participantes

Nações participantes.

Todas as atuais 45 nações já disputaram uma edição dos Jogos:
| - Afeganistão - Arábia Saudita - Bahrein - Bangladesh - Butão - Brunei - Cambodia - Cazaquistão - China - Coreia do Sul - Coreia do Norte - Hong Kong - Emirados Árabes Unidos - Filipinas - Yemen | - Índia - Indonésia - Iraque - Irão - Jordânia - Japão - Kuwait - Laos - Líbano - Macau - Malásia - Maldives - Myanmar - Mongólia - Nepal |  | - Oman - Paquistão - Palestina - Catar - Quirguistão - Singapore - Sri Lanka - Syria - Tailândia - Tajiquistão - Timor-Leste - Turquemenistão - Taipé Chinesa - Uzbequistão - Vietnam |

## Edições
| Ano             | Cidade-sede          | Duração                         | Países | Atletas | Modalidades | Maior medalhista |
| --------------- | -------------------- | ------------------------------- | ------ | ------- | ----------- | ---------------- |
| 2008 (detalhes) | INA Indonésia Bali   | 18 - 26 de outubro              | 45     | 1665    | 19          | Indonésia        |
| 2010 (detalhes) | OMA Omã Mascate      | 8 - 16 de dezembro              | 24     | 926     | 14          | Tailândia        |
| 2012 (detalhes) | CHN China Haiyang    | 16 de junho - 24 de junho       | 43     | 1336    | 11          | China            |
| 2014 (detalhes) | THA Tailândia Phuket | 14 de novembro - 23 de novembro | 42     | 2235    | 26          | Tailândia        |
| 2016 (detalhes) | VIE Vietnã Da Nang   | 23 de setembro - 03 de outubro  | 41     | 2197    | 14          | Vietname         |
| 2020 (detalhes) | CHN China Sanya      | 28 de novembro - 5 de dezembro  |        |         |             |                  |

## Modalidades
São disputadas dezenove modalidades nos Jogos:
| - Maratona aquática - Jet ski - Sepaktakraw de praia - Pólo aquático - Kabaddi - Surfe - Basquete de praia | - Esqui Aquático - Parapente - Triatlo - Fisiculturismo - Pencak Silat de praia - Barco dragão - Iatismo | - Tent Pegging - Handebol de praia - Woodball - Futebol de areia - Windsurfe - Lutas - Voleibol de praia |

## Quadro geral de medalhas
| Ordem | País                   | Medalha de ouro | Medalha de prata | Medalha de bronze |     |
| ----- | ---------------------- | --------------- | ---------------- | ----------------- | --- |
| 1     | Indonésia              | 23              | 8                | 20                | 51  |
| 2     | Tailândia              | 10              | 17               | 10                | 37  |
| 3     | China                  | 6               | 10               | 7                 | 23  |
| 4     | Coreia do Sul          | 4               | 7                | 10                | 21  |
| 5     | Japão                  | 3               | 3                | 3                 | 9   |
| 6     | Hong Kong              | 3               | 3                | 2                 | 8   |
| 7     | Índia                  | 3               |                  | 2                 | 5   |
| 8     | Vietname               | 2               | 5                | 3                 | 10  |
| 9     | Myanmar                | 2               | 3                |                   | 5   |
| 10    | Malásia                | 2               | 2                | 6                 | 10  |
| 11    | Paquistão              | 2               | 2                | 3                 | 7   |
| 11    | Taipé Chinesa          | 2               | 2                | 3                 | 7   |
| 13    | Síria                  | 2               |                  |                   | 2   |
| 14    | Kuwait                 | 1               | 2                |                   | 3   |
| 15    | Emirados Árabes Unidos | 1               | 1                | 1                 | 3   |
| 16    | Cazaquistão            | 1               |                  | 2                 | 3   |
| 16    | Singapura              | 1               |                  | 2                 | 3   |
| 18    | Afeganistão            | 1               |                  | 1                 | 2   |
| 19    | Mongólia               | 1               |                  |                   | 1   |
| 19    | Omã                    | 1               |                  |                   | 1   |
| 21    | Filipinas              |                 | 2                | 8                 | 10  |
| 22    | Brunei                 |                 | 2                | 3                 | 5   |
| 23    | Jordânia               |                 | 1                |                   | 1   |
| 24    | Brunei                 |                 |                  | 1                 | 1   |
| 24    | Bangladesh             |                 |                  | 1                 | 1   |
| 24    | Macau                  |                 |                  | 1                 | 1   |
| 24    | Maldivas               |                 |                  | 1                 | 1   |
| TOTAL | TOTAL                  | 71              | 70               | 90                | 231 |